# Edmund Tarbell
Edmund Charles Tarbell (West Groton, 26 aprile 1862 – 1º agosto 1938) è stato un pittore impressionista statunitense.
Appartenne al gruppo dei "Ten American Painters" e oggi le sue opere sono in gran parte conservate nello "Smithsonian American Art Museum", nella "Corcoran Gallery of Art", presso la "National Academy of Design" e nella Casa Bianca.

## Biografia
Edmund Tarbell nacque in un borgo del Massachusetts da una famiglia di origine inglese, approdata in America nel 1647. Suo padre, Edmund Whitney, durante la Guerra di Secessione contrasse la febbre tifoide e nel 1863 morì. La madre, Mary Sophia Farnald si risposò in seguito con tale David Hartford e con lui si trasferì nel Wisconsin, a Milwaukee, lasciando il giovane Ned (Edmund) e sua sorella Nellie Sophia alle cure dei nonni paterni, a West Groton.
Votato spontaneamente all'arte, Tarbell iniziò i suoi studi seguendo i corsi di George H. Bartlett, presso la "Massachusetts Normal Art School". Fra il 1877 e il 1880 fece un apprendistato alla "Forbes Lithographic Co." di Boston, poi, nel 1879, entrò nella "School of the Museum of Fine Art" di Boston dove fu allievo di Otto Grundmann, nella stessa classe dove si trovavano altri due futuri membri del gruppo dei "Ten American Painters": Robert Lewis Reid e Frank Weston Benson.

Per il suo evidente talento, Tarbell fu incoraggiato a proseguire gli studi a Parigi, dove si recò nel 1882. L'anno seguente entrò nell'Académie Julian per seguire le lezioni di Gustave Boulanger e di Jules Joseph Lefebvre.
La sua formazione fu influenzata sia dall'accademismo che dal movimento impressionista, e cioè dai classici esposti al Louvre e dalle opere che erano di moda in quegli anni nelle varie gallerie della città. Questa doppia influenza si può leggere nei suoi lavori, dove spesso traspare.

Nel 1884 Tarbell iniziò una sorta di Grand Tour che lo condusse all'inizio per due anni consecutivi in Italia, poi in Belgio, in Germania e in Bretagna.
Tornò a Boston nel 1886 e si mise a fare l'illustratore, il maestro d'arte privato e il ritrattista. Poi, nel 1888, all'età di 26 anni, sposò Emeline Souther, che apparteneva ad una influente famiglia di Dorchester (Massachusetts) e dalla quale ebbe quattro figli. Nel 1899 venne chiamato a ricoprire la cattedra del suo vecchio maestro Otto Grundmann nella Scuola del Museo, e divenne popolarissimo come professore. La sua influenza sulla pittura bostoniana fu così marcata che i suoi allievi venivano chiamati i "tarbelliti". Fra i suoi discepoli vi fu anche Margaret Fitzhugh Browe (1884-1972).

Nel 1905 Tarbell acquistò una casa per l'estate a New Castle, nel New Hampshire, una casa isolata presso la costa atlantica dove eventualmente ritirarsi un giorno con sua moglie.
Nel 1914 fu co-fondatore della "Guild of Boston Artists" di cui assunse subito la presidenza, mantenendola sino al 1924. Cinque anni dopo fu chiamato a ricoprire la carica di Preside alla Scuola d'arte della Galleria Corcoran a Washington.

Nel 1927, infine, Tarbell fu eletto membro della "American Academy of Arts and Sciences".
Edmund Tarbell morì nell'estate del 1938, a 76 anni.

La sua fama come artista di alto livello si era consolidata già nel 1891, con l'apparizione del quadro "In the Orchard" (Nel frutteto), che molti considerano il suo capolavoro più significativo.

## Opere
- 1890 - Three Sisters
- 1890 - Woman in White
- 1891 - A Girl Sewing in an Orchard
- 1891 - In the Orchard
- 1892 - Girl With Horse
- 1892 - The Bath
- 1893 - Mother and Child in Pine Woods
- 1893 - A Summer Idyll
- 1893 - An Amethyst
- 1894 - Arrangement in Pink and Gray
- 1896 - Girl's Head And Shoulders
- 1897 - Girl in Pink and Green
- 1898 - Blue Veil

- 1899 - My Family at Cotuit
- 1899 - Across The Room
- 1900 - A Sketch
- 1902 - Schooling The Horses
- 1904 - Girl Crocheting
- 1904 - By the River (Riverbank)
- 1904 - Summer Breeze
- 1906 - A Girl Mending
- 1906 - Girls Reading
- 1907 - Preparing For The Matinee
- 1907 - New England Interior
- 1907 - Josephine And Mercie
- 1909 - Girl Reading

- 1909 - Piscataqua River
- 1911 - My Children in the Woods
- 1911 - Woman With Corsage
- 1912 - Mercie Cutting Flowers
- 1912 - Dreamer
- 1913 - Reverie
- 1914 - Young Girl Studying
- 1914 - My Family
- 1916 - Nell and Elinor
- 1919 - Mary and the Venus
- 1922 - Mother and Mary
- 1926 - Peonies And Iris
- 1928 - Marjorie and Little Edmund

## Galleria d'immagini

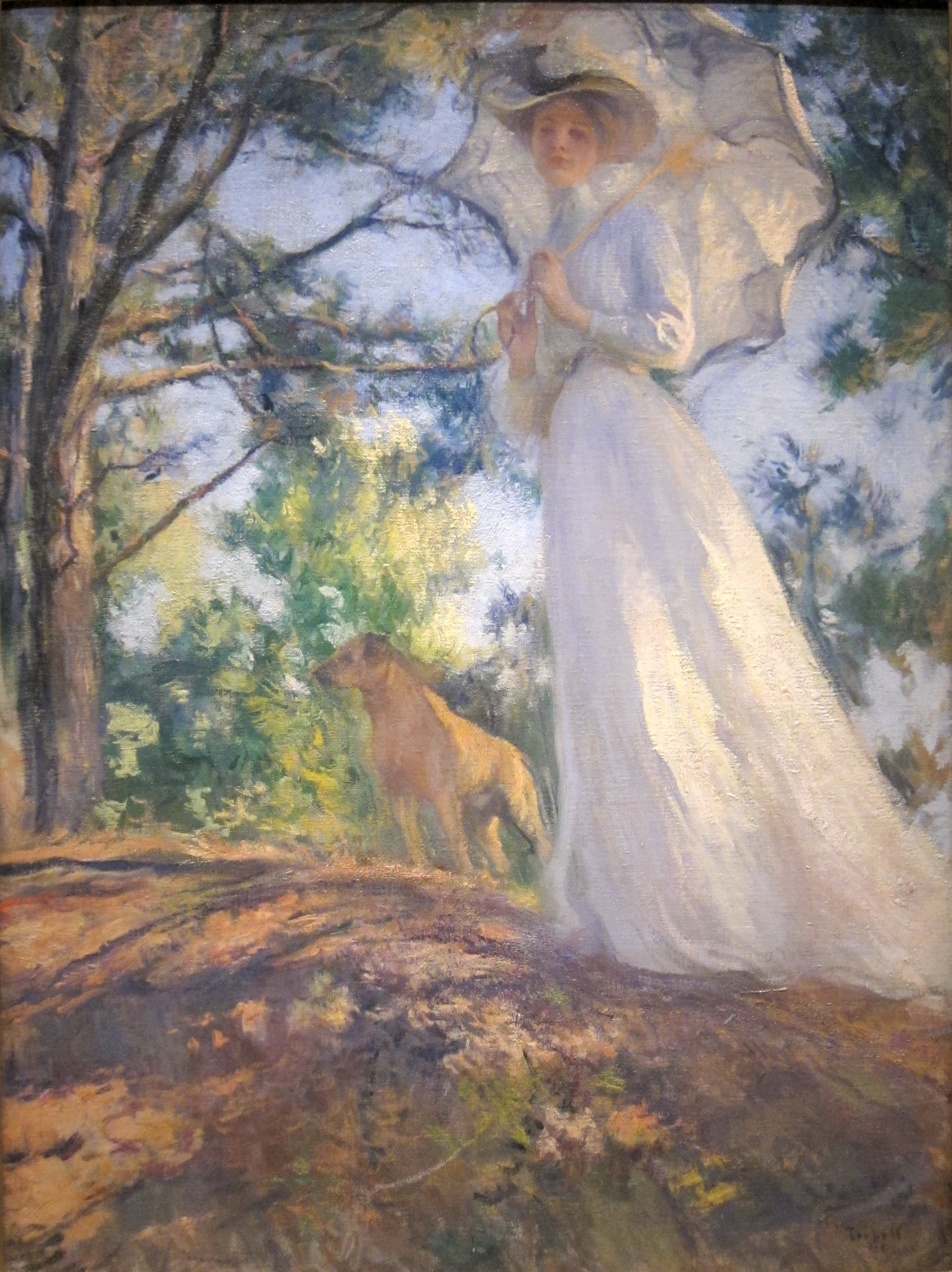
Sulla collina di Bos'n's
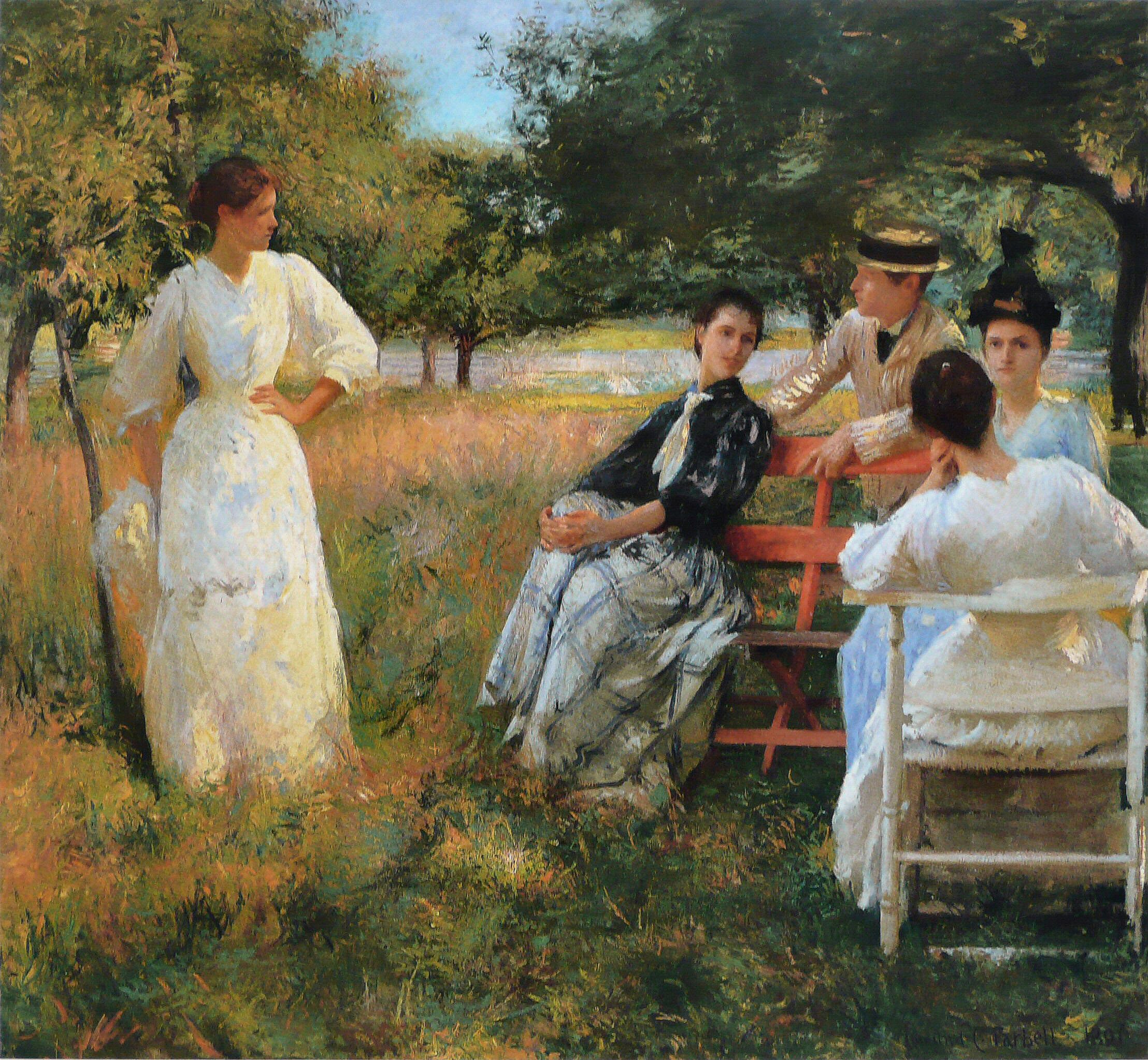
Nel frutteto
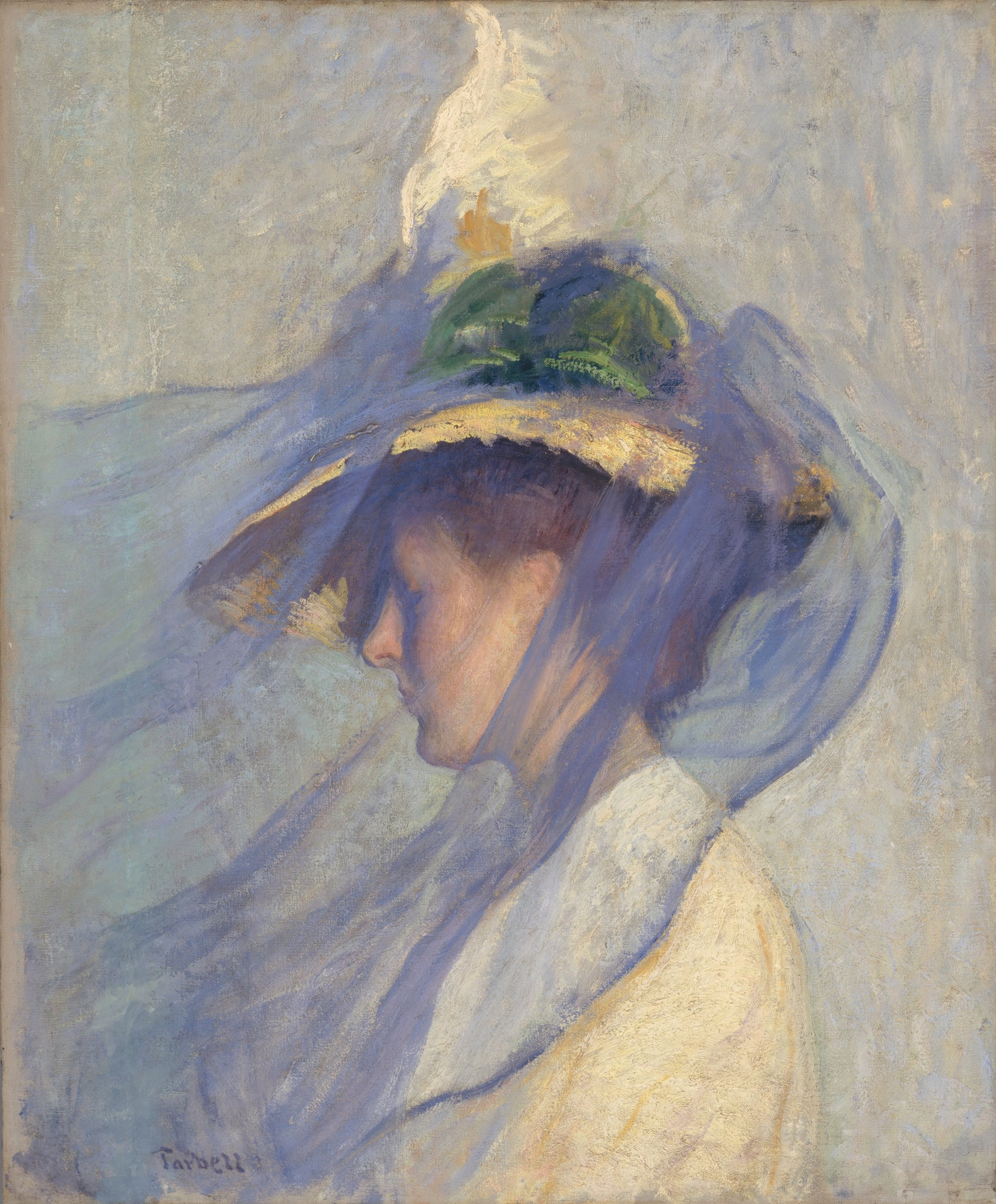
Il velo blu
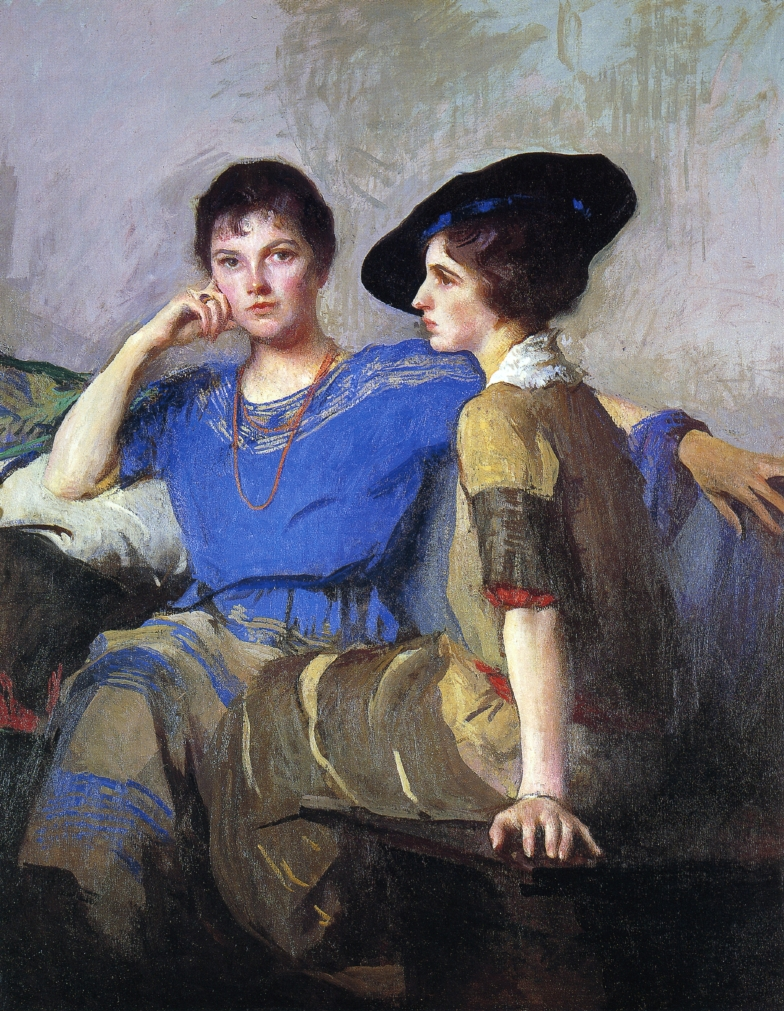
Le sorelle
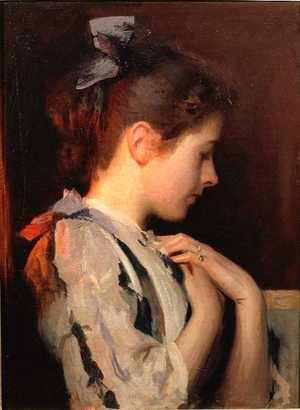
Ametista
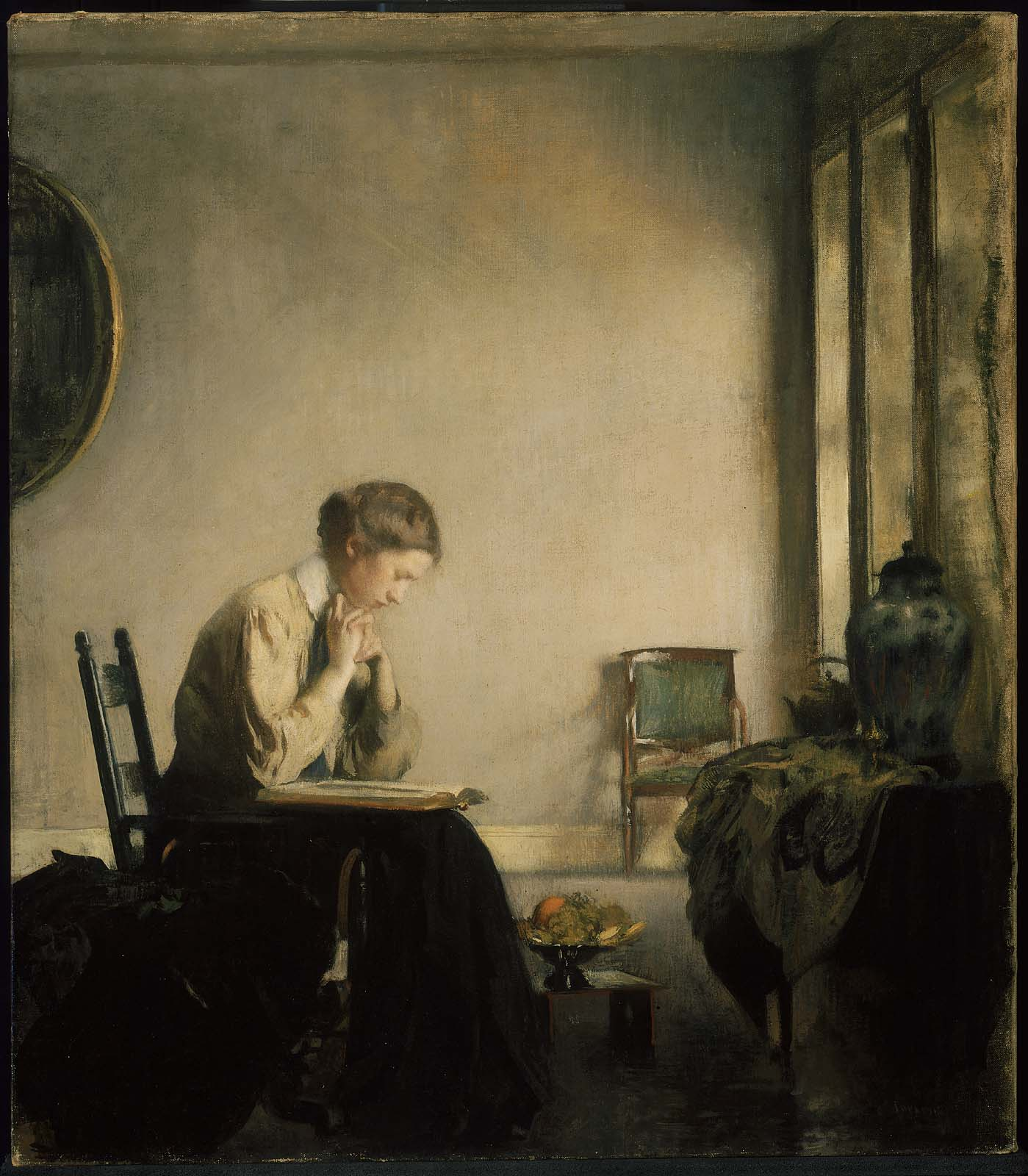
Ragazza che legge

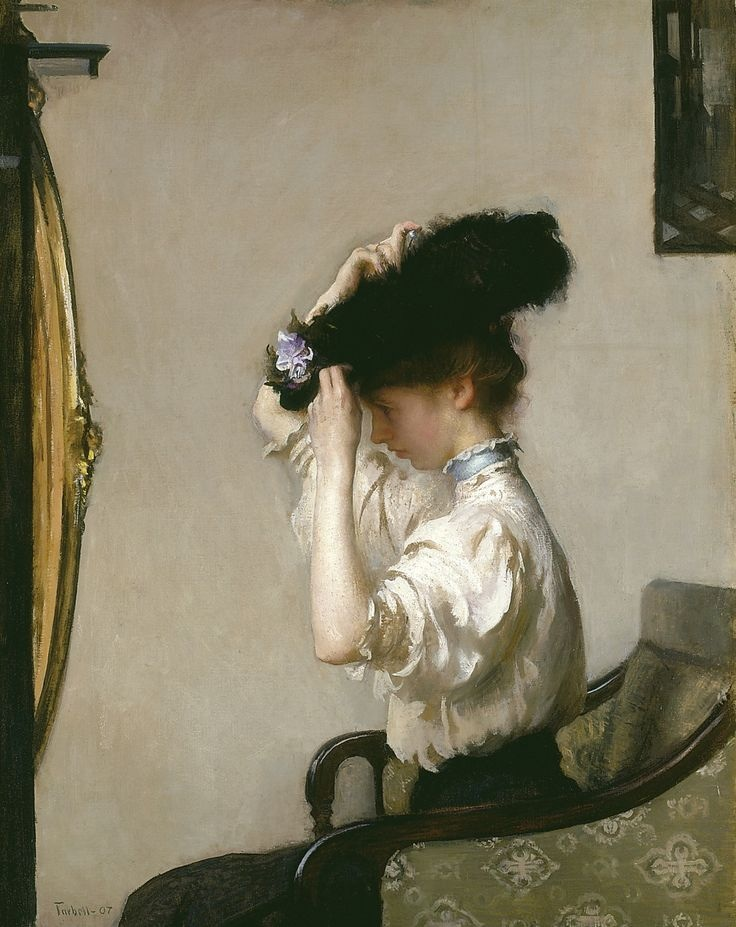
Preparazione alla matinée
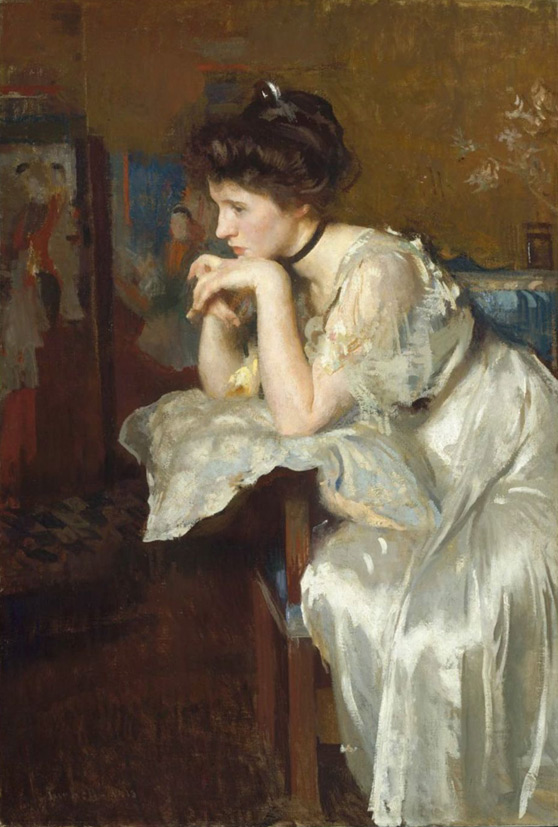
Reverie (Katherine Finn)
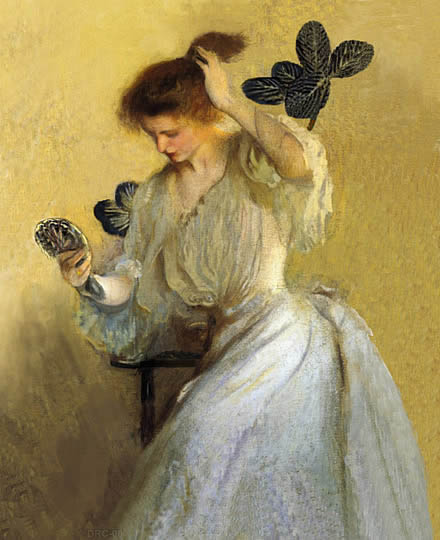
Obra
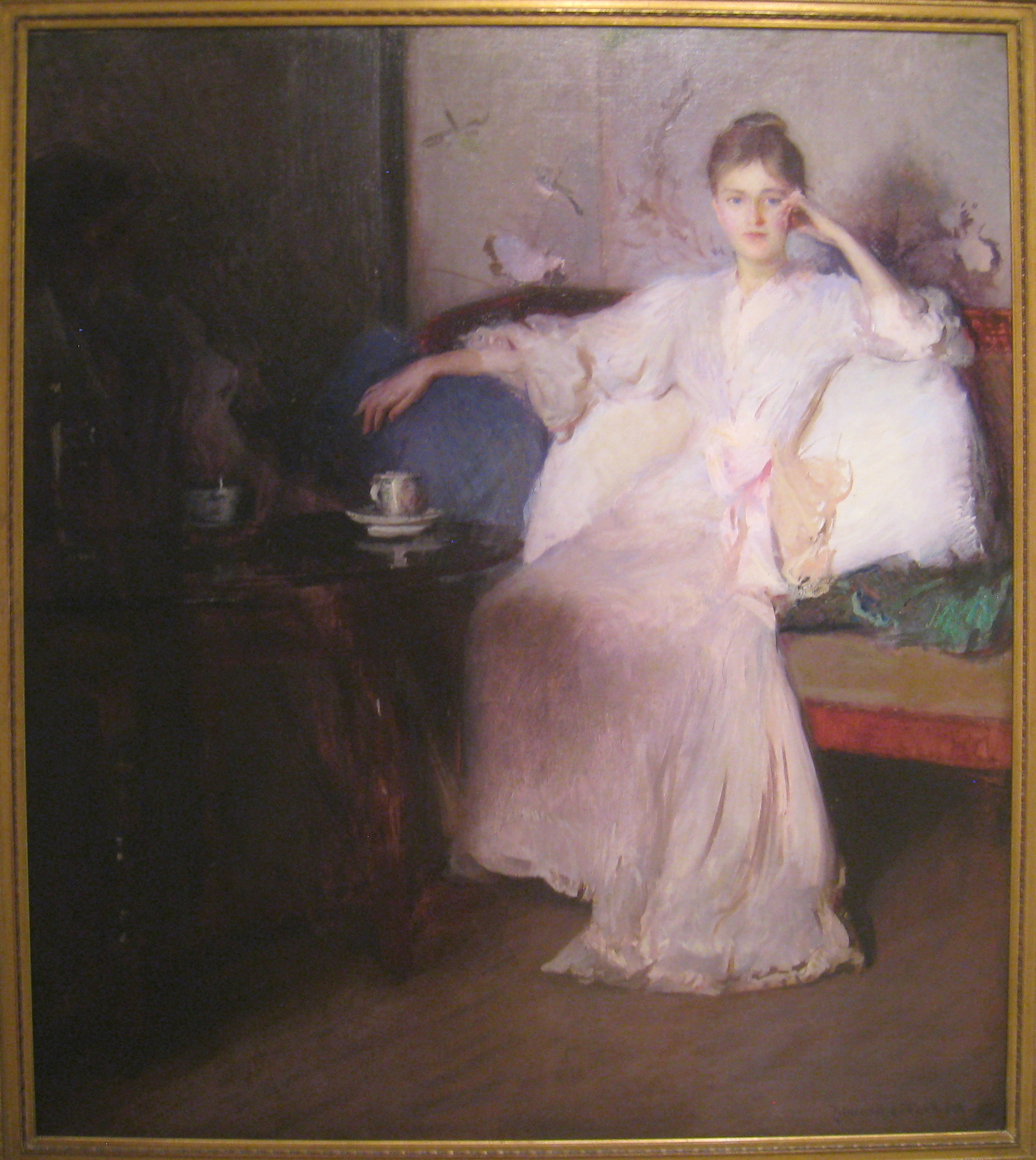
Il tè del pomeriggio

## Altri progetti

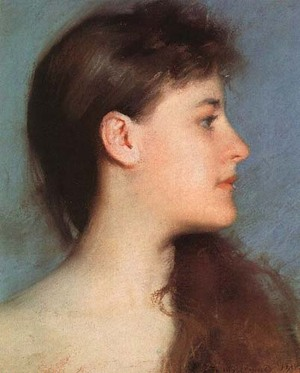
Ritratto